# Eufonijum
Eufonijum je limeni duvački instrumenti tenorskog zvuka srednje veličine, sa tri ili četiri ventila, često kompenzirajućig konusnog otvora. Njegovo ime je izvedeno iz starogrčke reči εὔφωνος euphōnos, što znači „dobrozvučni” ili „slatkog-glasni” (εὖ  znači „dobro” ili „pravilno”, a φωνή  znači „zvuk”, dakle „dobar zvuk”). Eufonijum je instrument sa ventilima. Gotovo svi trenutni modeli imaju klipne ventile, mada postoje i neki modeli s rotacionim ventilima.

## Ime
Eufonijum je u porodici limenih duvačkih instrumenata, naročito nisko-metalnih instrumenata, sa mnogo srodnika. On je veoma sličan baritonskom rogu. Razlika je u tome što je veličina otvora baritonskog roga tipično manja od onog kod eufonijuma. Osim toga baritonski rog prvenstveno ime cilindrični otvor, dok je eufonijumski otvor pretežno konusan. Kontroverzno je da li je to dovoljno da se od njih naprave dva različita instrumenta. U porodici trombona, trombonom se nazaju instrumenti nezavisno od veličine otvora, dok cilindrična truba i konusna fligorna dobijaju različita imena. Kao i kod trube i fligorna, dva instrumenta lako opslužuje jedan svirač, uz izvesnu modifikaciju daha i ambažure, jer oba imaju identičan opseg i u osnovi identične pokrete prstiju. Cilindrični bariton nudi svetliji zvuk, a konusni eufonijum mekši zvuk.
Nekoliko muzičkih kataloga s kraja 19. veka (poput Pepper and Lyon & Healy) prodavalo je instrument sličan eufonijumu nazvan „B♭ bas” (da bi se razlikovao od E♭ i BB♭ basa). Na ovim kataloškim crtežima, B♭ bas je imao deblje cevi od baritona; oba su imala po tri ventila. Slično tome, bubnjarski i trubački korpus je uveo „bas-bariton“ i razlikovao ga od baritona. Deblje cijevi B♭ basa sa tri ventila omogućavale su proizvodnju jakih lažnih tonova, pružajući hromatski pristup registru pedala.
Prvobitno ime instrumenta Ferdinanda Somera bilo je eufonion. Ponekad se naziva tenor tuba u B♭, mada se to može odnositi i na druge sorte tuba. Imena na drugim jezicima takođe mogu biti dvosmislena. Uključujući francuski basse, saxhorn basse i tuba basse; Nemački Baryton, Tenorbass i Tenorbasshorn; Italijanski baritono, bombardino, eufonio, i flicorno basso. Najčešće nemačko ime, Baryton, verovatno je uticalo na Amerikance da usvoje naziv „bariton“ za instrument, zbog priliva nemačkih muzičara u Sjedinjene Države u devetnaestom veku.

## Istorija i razvoj
Kao duvački instrument sa glasom baritona, eufonijum vodi svoje poreklo od ofiklejda i ultimatno od serpenta. Potraga za zadovoljavajućim fundamentalnim duvačkim instrumentom koji bi mogao da podržava masivni zvuk iznad njegovog tona trajala je mnogo godina. Iako se serpent koristio više od dva veka, još od kasne renesanse, bilo je neobično teško kontrolisati njegov ton i kvalitet tona zbog njegovih nesrazmerno malih otvora za prste. Ofikleid, koji se nekoliko decenija koristio u bendovima i orkestrima od početka do sredine 19. veka, koristio je sistem dirki i predstavljao je poboljšanje u odnosu na serpenta, ali je i dalje bio nepouzdan, posebno u visokom registru.
Sa izumomom sistema klipnih ventila oko 1818. godine postala je moguća izrada mesinganih instrumenata sa ravnomernim zvukom i mogućnost sviranja u svim registrima. Smatra se da je eufonijum izumio Ferdinand Somer iz Vejmara 1843, kao „široko-otvornu ventilsku trubu baritonskog opsega“, mada su zaslužni i Karl Moric u 1838. godine i Adolf Saks 1843. Iako je Saksova porodica saksovih rogova izumljena otprilike u isto vreme i bas saksov rog je vrlo sličan eufonijumu, postoje i razlike - npr. bas saksov rog je uži celom dužinom instrumenta.

## Značajni svirači eufonijuma
Nemac Ferdinand Somer se kvalifikuje se kao prvi svirač eufonijuma koji je značajno unapredio i izmenio razumevanje tog instrumenta. Njemu se pripisuje izum eufonijuma kao somerhorn iz 1843, ako se zanemare tvrdnje Morica i Saksa, svaki od kojih je izmeo rog po prirodi sličan eufonijumu.

### Ujedinjeno Kraljevstvo
- Alfred Džejms Fejzi (1834–1888), engleski muzičar na ofikleidu, baritonu i eufonijumu zaslužan je za modifikovanje otvora baritonskog sakshorna, preteče baritonskog roga, da bi ga povećao i učinio rezonantnijim stvarajući tako prvi pravi eufonijum, koji je popularisao kao izvođač i autor ranih instrumentalnih metoda limenih tenora.[9]
- Stiv Mid, engleski solista na eufonijumu i profesor na Kraljevskom severnom muzičkom koledžu, međunarodno poznat po unapređivanju britanskog eufonijumskog zvuka.[10]
- Dejvid Tornton, glavni svirač eufonijuma grupe Brighaus i Rastrik i student Stivena Mida, zapažen po pobedi na nekoliko prestižnih međunarodnih takmičenja i po unapređivanju britanskog eufonijumskog zvuka putem radio emitovanja, kao i snimljenih medija.[11]

### Sjedinjene Države
- Sajmon Mantija (1873–1951), američki bariton italijanskog porekla, rog/eufonijumski virtuoz i takođe umetnik na trombonu početkom 20. veka. Svirajući kao solista sa grupama Sousa|Sousa i Prajor, Mantija je bio prvi virtuoz na eufonijumu koji je snimio i popularizovao ovaj neorkestarski instrument u Sjedinjenim Državama.[12][13]
- Leonard Falkon (1899–1985), američki solista na baritonu/eufonijumu, poreklom iz Italije, aranžer, profesor, direktor bendova na Mičigenskom državnom univerzitetu i učitelj mnogih zapaženih svirača eufonijuma. Falkon je unapredio strastveni operski baritonski stil i njegov ime nosi Leonard Falkonov međunarodni festival tube i eufonijuma, vodeći događaj za te instrumente u Sjedinjenim Državama.[14][15]
- Artur V. Lehman, (1917–2009), američki solista na eufonijumu poznat kao „Art“, nimanani umetnik, pripadnik Američkog državnog marinski orkestra, zapaženi autor dala za eufonijum kao što je Umetnost eufonijuma. Lehman je bio učenik Harolda Braša i Sajmona Mantije, i unapredio je koncept bogatog rezonantnog zvuka bez vibrata koji je pokrenuo Mantija.[13][16]
- Brajan Bauman, bivši solista američke mornaričke grupe (1971–75) i Američke vazduhoplovne trupe (1976–91); bivši profesor eufonijuma na Univerzitetu Severnog Teksasa, kourednik „Arbanovog metoda za trombon i eufonijum“. Bauman je inovirao fuziju blagog britanskog zvuka sa dubokom strašću koja se čula na snimcima Falkona, postajući najpoznatiji američki umetnik na kraju 20. veka snimanjem, podučavanjem i prvim recitalom eufonijuma u Karnegi Holu.[17][18]

### Japan
- Toru Miura, profesor eufonijuma na Muzičkom koledžu Kunitači; solista i kliničar kojem je Međunarodna asocijacija za tuba eufonijum (ranije TUBA) dodelila nagradu za životno delo za ulogu u promociji instrumenta.[19]

## Literatura
- Retrieved 28 January 2008
- Retrieved 28 January 2008
- „Archived copy”. Архивирано из оригинала 24. 5. 2013. г. Приступљено 2013-04-20.
- Apel, Willi (1969). „Harvard Dictionary of Music”. Cambridge: Belknap Press of Harvard University Press, 1972.: 105—110.
- „Al's Tenor Horn Page - Euphonium History”. Архивирано из оригинала 2007-02-11. г. Приступљено 2007-06-22.
- „The Orchestral Euphonium and its Repertoire: A Fashionably Late Arrival” (PDF). Архивирано из оригинала (PDF) 29. 12. 2016. г. Приступљено 2007-06-15.
- „Orchestral Literature”. Архивирано из оригинала 2007-09-27. г. Приступљено 2007-06-15.
- „Search for Euphonium Recordings”. Архивирано из оригинала 13. 01. 2017. г. Приступљено 2007-06-15.
- „Rich Matteson”. Приступљено 2007-06-15.
- „About :: Mainspring__Matthew Murchison :: Euphoniumist”. Архивирано из оригинала 08. 06. 2007. г. Приступљено 2007-06-15.

## Spoljašnje veze
- Chisholm, Hugh, ур. (1911). „Euphonium”.  (на језику: енглески) (11 изд.). Cambridge University Press.